# Igreja de Nossa Senhora do Rosário (Doha)

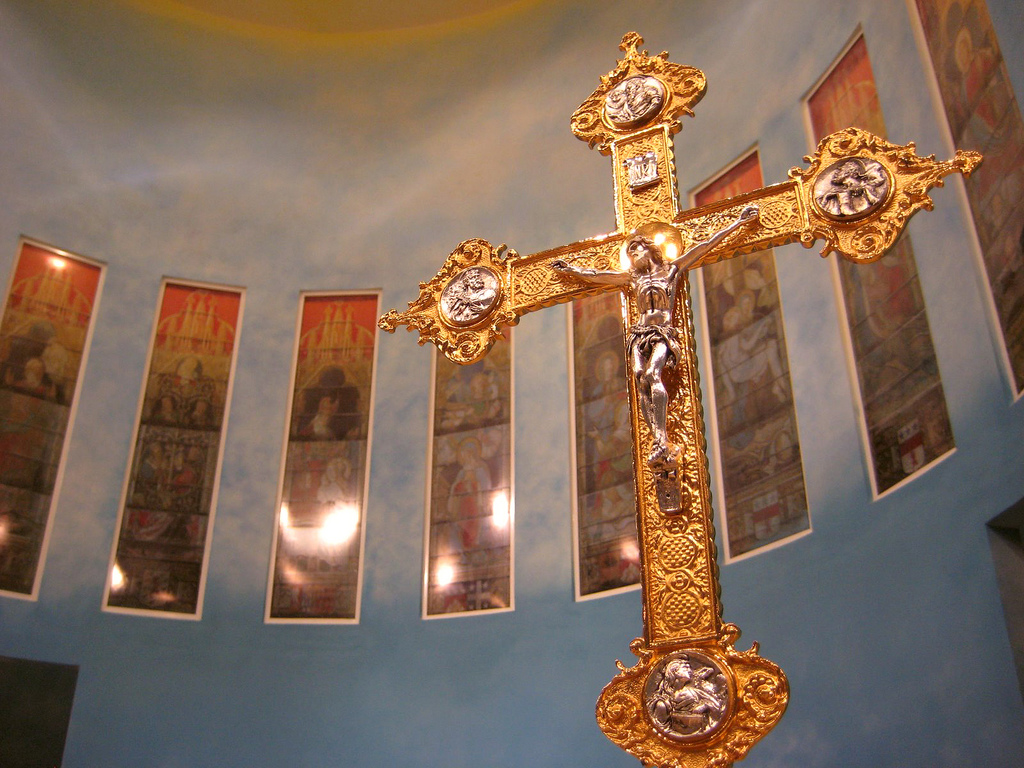
Detalhe da cruz presente dentro da igreja

A Igreja de Nossa Senhora do Rosário é uma igreja Católica Romana em Doha, Catar, sendo a primeira igreja cristã no Catar e em terra muçulmana wahhabista.

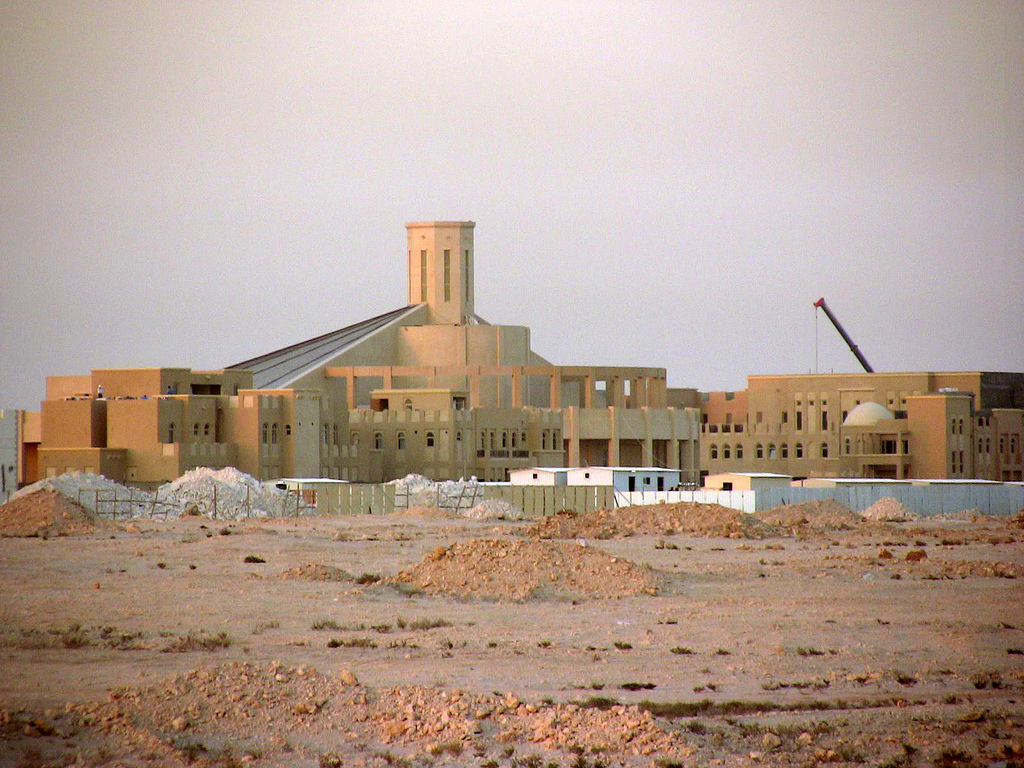
Vista externa da igreja

A igreja está localizada nos arredores de Doha, num terreno doado pelo Emir do Catar Hamad bin Khalifa. A igreja é discreta, não possuindo cruz e sino.

## Inauguração
A igreja foi inaugurada em 15 de março de 2008 numa cerimônia presidida pelo primeiro-ministro do Catar, Abdullah Bin Hamad Al-Attiyah, na presença do Arcebispo Paul-Mounged el-Hachem, embaixador do Vaticano no Golfo; Paul Hinder, vigário apostólico na Arábia; e o Arcebispo Giuseppe De Andrea, núncio do Vaticano para a região.